# Milorad Dodik
Milorad Dodik (serbisk kyrilliskaː Милорад Додик), född 12 mars 1959 i Laktaši i SFR Jugoslavien, är en bosnien-serbisk politiker och är en av landets tre valda presidenter. 
Han är dessutom partiledare för Alliansen av Oberoende socialdemokrater (serbiska: Савез независних социјалдемократа/Savez nezavisnih socijaldemokrata). Han har varit premiärminister i två omgångar från 1998 till 2001 och från 2006 till 2010. President för Serbiska republiken i två omgångar 2010 till 2022. President sedan 15 november 2022.

## Bilder

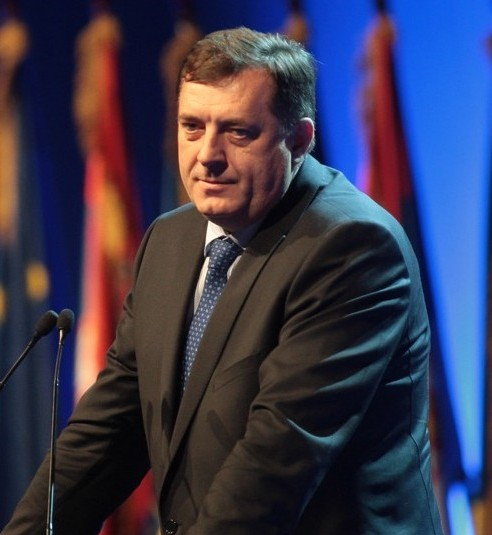
Milorad Dodik 2010.
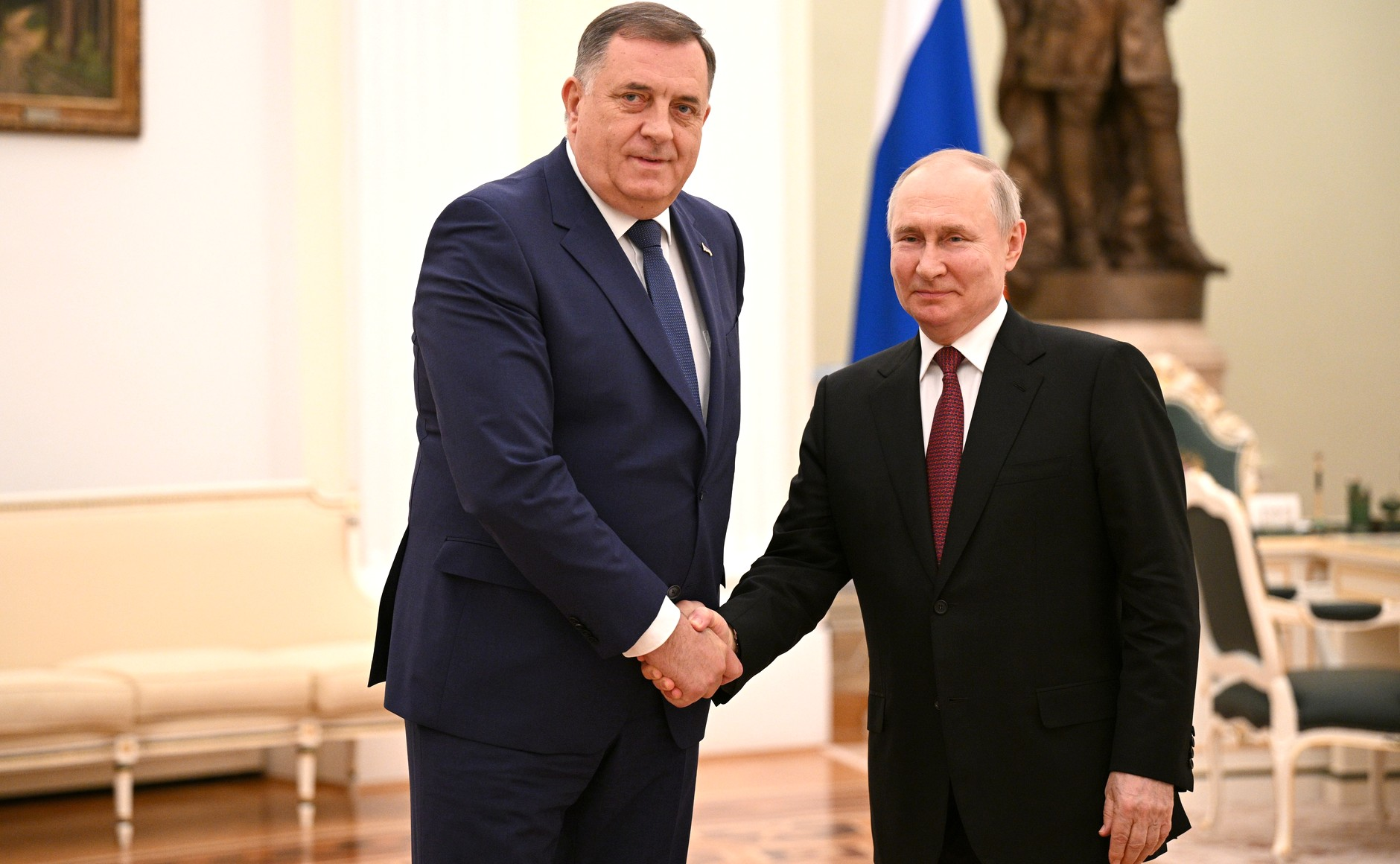
Milorad Dodik med Rysslands president Vladimir Putin den 23 maj 2023.